# Easy Parham
Estes Foster Parham, detto Easy (Fort Worth, 27 dicembre 1921 – Fort Worth, 4 ottobre 1982), è stato un cestista statunitense, professionista nella BAA, nella NBA e nella NPBL.

## Carriera
Venne selezionato dai St. Louis Bombers nel Draft BAA 1948.